# Nymphon elegans
Nymphon elegans is een zeespin uit de familie Nymphonidae. De soort behoort tot het geslacht Nymphon. Nymphon elegans werd in 1887 voor het eerst wetenschappelijk beschreven door Hansen. 